# Krokamarant
Krokamarant (Amaranthus capensis) är en amarantväxtart som beskrevs av Albert Thellung. Krokamarant ingår i släktet amaranter, och familjen amarantväxter. Arten förekommer tillfälligt i Sverige, men reproducerar sig inte.